# Schedophilus pemarco
Schedophilus pemarco е вид бодлоперка от семейство Centrolophidae. Видът не е застрашен от изчезване.

## Разпространение и местообитание
Разпространен е в Ангола, Гамбия, Гвинея-Бисау, Кабо Верде, Мавритания, Намибия и Сенегал.
Обитава крайбрежията на морета. Среща се на дълбочина от 199 до 340 m, при температура на водата от 9,6 до 13,6 °C и соленост 34,7 – 35,6 ‰.

## Описание
На дължина достигат до 50 cm.